# André Griffon
Pour les articles homonymes, voir Griffon.
André Griffon est un journaliste et écrivain français né à Labégude le 6 mars 1923 et mort à Aubenas le 31 mai 1999 en Ardèche.  

## Biographie
Professeur de mathématiques au collège d'enseignement technique Astier à Aubenas, il y noue de solides amitiés, entre autres avec Gaby Beaume qui illustre deux de ses livres.
Journaliste, il écrit dès 1952 pour Le Dauphiné libéré et Le Progrès et devient à la fin des années 1970 correspondant du Monde en Ardèche.
Écrivain, il édite à compte d’auteur trois ouvrages de contes et nouvelles : Ardèche douce-amère, L’herbe de soleil, Le Pays violet. Il devient conteur. De plusieurs de ses nouvelles il écrit les scripts pour des téléfilms réalisés par France 3 Rhône-Alpes : Le Piège du Fourmilion (avec Bernard Lecoq), Le Cheval de Jésus.
Il participe à la réalisation de documentaires avec la télévision régionale sur Gustave Thibon, Pierre Rabhi et sur les sept frères de la ferme des Combeaux.
Il préside aux destinées de Fréquence7 et travaille sur un projet de cinémathèque ardéchoise.

## Œuvres
- Ardèche douce-amère / texte André Griffon, illustrations de Jean Saussac, 1975
- L'Herbe de soleil / texte André Griffon, photographies d'André Noyer, 1978
- Le Pays violet / texte André Griffon, illustrations de Gaby Beaume, 1985
- Un homme de plume, André Griffon, anthologie de Jean-Pierre Gelly, Éditions FOL07, 2002,  (ISBN 9782911757044)[3]
- Claire et l'oiseleur, conte d'André Griffon illustré par Damien Gelly et accompagné d'un CD avec la voix de l'auteur, Éditions FOL07, 2006,  (ISBN 978-2-911757-10-5)[5]